# Benjamin Kiplagat
Benjamin Kiplagat (Bukwo, Uganda, 4 de marzo de 1989-Eldoret, Kenia, 31 de diciembre de 2023) fue un corredor ugandés de larga distancia especializado en los 3000 metros con obstáculos.

## Biografía

### Trayectoria
Kiplagat empezó a correr tras el éxito de Boniface Kiprop, oriundo del mismo pueblo que Kiplagat, en el Campeonato Mundial Juvenil de 2004. Comenzó compitiendo en los 10.000 metros, pero por consejo de su entrenador descendió a los 1.500 y 5000 m.
Hizo su debut internacional en el Campeonato Mundial de Cross Country de 2006, habiéndose clasificado al terminar sexto en el Campeonato Juvenil de Cross Country de Uganda. Ese año también se clasificó para el Campeonato del Mundo Juvenil. Allí estableció un nuevo récord nacional juvenil de 8:35.77, que luego redujo a 8:34.14 en la final, donde terminó sexto.
En 2008, Kiplagat terminó cuarto en el Campeonato Mundial de Cross Country. Ese año, bajó el récord de Uganda a 8:16.06 y luego a 8:14.29 antes de terminar segundo en el Campeonato Mundial Juvenil.
La temporada 2009 de Kiplagat se vio interrumpida por la malaria y la fiebre tifoidea, pero aun así logró bajar aún más el récord nacional de Uganda a 8:12,98. Volvió a sufrir malaria y un forúnculo en la pierna en 2010, pero volvió a bajar el récord de Uganda a 8:03,81. Terminó cuarto en los Juegos de la Commonwealth de 2010.

### Asesinato
Kiplagat fue asesinado a puñaladas por agresores desconocidos el 31 de diciembre de 2023, mientras conducía el coche de su hermano cerca de Eldoret, en Kenia, a la edad de 34 años.

## Competencias internacionales
| Año                  | Competencia                            | Lugar                  | Posición             | Modalidad                 | Tiempo                              |
| Representado: Uganda | Representado: Uganda                   | Representado: Uganda   | Representado: Uganda | Representado: Uganda      | Representado: Uganda                |
| -------------------- | -------------------------------------- | ---------------------- | -------------------- | ------------------------- | ----------------------------------- |
| 2006                 | IAAF World Cross Country Championships | Fukuoka, Japan         | 50                   | Carrera corta (4 km)      | 11:31                               |
| 2006                 | World Junior Championships             | Pekín, China           | 6                    | 3000 m                    | 8:34.14                             |
| 2007                 | World Cross Country Championships      | Mombasa, Kenia         | 5                    | Carrera Júnior (8 km)     | 24:31                               |
| 2007                 | All-Africa Games                       | Algiers, Argelia       | 7                    | 3000 m                    | 8:34.83                             |
| 2007                 | World Championships                    | Osaka, Japón           | 28                   | 3000 m                    | 8:40.65                             |
| 2008                 | World Cross Country Championships      | Edimburgo, Reino Unido | 4                    | Carrera Júnior (7.905 km) | 22:43                               |
| 2008                 | World Junior Championships             | Bydgoszcz, Polonia     | 2                    | 3000 m                    | 8:19.24                             |
| 2008                 | Juegos Olímpicos                       | Pekín, China           | 9                    | 3000 m                    | 8:20.27                             |
| 2009                 | World Championships                    | Berlín, Alemania       | 11                   | 3000 m                    | 8:17.82                             |
| 2010                 | African Championships                  | Nairobi, Kenia         | 5                    | 3000 m                    | 8:32.03                             |
| 2010                 | Commonwealth Games                     | Delhi, India           | 4                    | 3000 m                    | 8:24.15                             |
| 2011                 | World Championships                    | Daegu, Corea del Sur   | 10                   | 3000 m                    | 8:22.21                             |
| 2012                 | African Championships                  | Porto Novo, Benín      | 3                    | 3000 m                    | 8:18.73                             |
| 2012                 | Juegos Olímpicos                       | Londres, Reino Unido   | 6                    | 3000 m                    | 8:18.44 (Descalificado en la final) |
| 2013                 | World Championships                    | Moscú, Rusia           | 14                   | 3000 m                    | 8:31.09                             |
| 2015                 | World Championships                    | Pekín, China           | 31                   | 3000 m                    | 8:54.46                             |
| 2016                 | Juegos Olímpicos                       | Río de Janeiro, Brasil | 19                   | 3000 m                    | 8:30.76                             |
| 2019                 | World Championships                    | Doha, Catar            | 18                   | 3000 m                    | 8:24.44                             |